# Такаїші
Такаї́ші (яп. 高石市, たかいしし, МФА: [taka.iɕi ɕi̥]?) — місто в Японії, в префектурі Осака.     Отримало статус міста 1966 року. Площа становить 11,35 км². Станом на 1 липня 2012 року населення складало 58 658  осіб, густота населення — 5170 осіб/км².     

## Демографія
Згідно з даними перепису населення Японії, населення Такаїші збільшувалось протягом 30-х — 80-х років. Станом на 1 жовтня 2020 року населення складало 55 635 осіб, густота населення — 4923 осіб/км². Чоловіків — 26 336 осіб, жінок — 29 299 осіб.

## Історія
Такаїші отримало статус міста 1 листопада 1966 року.